# Цвитешич, Зринка
Зринка Цвитешич (хорв. Zrinka Cvitešić; род. 18 июля 1979, Карловац) — хорватская актриса театра, кино и телевидения.

## Биография и карьера
Зринка родилась 18 июля 1979 года в Карловаце. В 2002 году окончила Академию драматического искусства в Загребе. С 2005 года играет в Хорватском национальном театре. В 2013 году в лондонском театре «Феникс» сыграла в мюзикле «Однажды», за что была удостоена премии Лоренса Оливье. В 2015 году была членом жюри Сараевского кинофестиваля.

## Личная жизнь
С 2009 по 2014 год Зринка встречалась с перкуссинистом Хрвое Рупчичем. С 2014 года она встречается с хорватским футболистом Нико Кранчаром.

## Фильмография
| Год  |     | Русское название         | Оригинальное название            | Роль          |
| ---- | --- | ------------------------ | -------------------------------- | ------------- |
| 1999 | кор | Раннее пробуждение       | Rano budjenje                    | девушка       |
| 2000 | ф   | Небесное тело            | Nebo sateliti                    | медсестра     |
| 2000 | тф  |                          | Veliko spremanje                 | Сара          |
| 2002 | кор | Персона                  | Persona                          | девушка       |
| 2003 | ф   | Всадник                  | Konjanik                         | Лейла         |
| 2004 | с   | Мадемуазель Мушкетер     | La Femme Musketeer               | Елена         |
| 2004 | кор | Катарсис                 | Katarza                          | девушка       |
| 2004 | ф   |                          | Bore Lee: Cuvaj se sinjske ruke! | девушка       |
| 2005 | ф   | Что за мужчина без усов? | Sto je muskarac bez brkova?      | Татьяна       |
| 2005 | тф  | Я люблю тебя             | Volim te                         | девушка       |
| 2008 | с   | Аисты вернутся           | Vratice se rode                  | Милица        |
| 2009 | ф   | Загребские истории       | Zagrebacke price                 | Кики          |
| 2009 | ф   | Либертанго               | Libertango                       | София         |
| 2010 | ф   | В пути                   | Na putu                          | Луна          |
| 2010 | кор | Торт с шоколадом         | Torta s cokoladom                | Джулиана      |
| 2011 | ф   | Леа и Дарья              | Lea i Darija                     | Ивка          |
| 2011 | ф   |                          | Bella Biondina                   | Винка         |
| 2012 | ф   | Каннибал-вегетарианец    | Ljudozder vegetarijanac          | доктор Ловрич |
| 2012 | ф   | Мост через Ибар          | Die Brücke am Ibar               | Даника        |
| 2015 | с   | Лондонский шпион         | London Spy                       | Сара          |
| 2015 | с   | Капитал                  | Capital                          | Матия         |
| 2017 | ф   | Потерявшийся в Лондоне   | Lost in London                   | Суэн          |
| 2018 | кор |                          | Sarajevo: Bearing Witness        | Аида          |
| 2018 | ф   |                          | General                          |               |
| 2019 | ф   |                          | Lucky Accident Crash             | Тара          |

## Награды и номинации
| Год  | Награда                         | Категория                     | Работа                   | Результат |
| ---- | ------------------------------- | ----------------------------- | ------------------------ | --------- |
| 2005 | Сараевский кинофестиваль        | Лучшая актриса                | Что за мужчина без усов? | Победа    |
| 2006 | Кинофестиваль в Пуле            | Лучшая актриса в главной роли | Что за мужчина без усов? | Победа    |
| 2010 | Кинофестиваль в Пуле            | Лучшая актриса в главной роли | В пути                   | Победа    |
| 2010 | Берлинский кинофестиваль        | EFP Shooting Star             | В пути                   | Победа    |
| 2010 | Премия Европейской киноакадемии | Лучшая женская роль           | В пути                   | Номинация |
| 2014 | Премия Лоренса Оливье           | Лучшая женская роль в мюзикле | Однажды                  | Победа    |